# Ка-50
Ка-50 (виріб «800», за класифікацією НАТО — Hokum A, відомий під ім'ям «Чорна акула») — радянський/російський одномісний ударний вертоліт, призначений для ураження бронетанкової та механізованої техніки, повітряних цілей та особового складу на полі бою.
Оскільки вертоліт одномісний, передбачалося використовувати відмінну від традиційної тактику бою, при якій Ка-50 отримував зовнішнє цілевказування від гелікоптера-розвідника. Як такий гелікоптер пропонувалося використовувати двомісний Ка-52. При цьому в 1990-ті роки розроблялися проекти безпілотних розвідників: Ка-37 та Ка-137.
Ка-50 баражує в зоні очікування до надходження інформації по закритому каналу телекодового зв'язку. Інформаційне поле кабіни Ка-50 видає відомості про місцеперебування гелікоптера, рельєф місцевості та координати цілі. Виведення на ціль здійснюється з точністю в декілька метрів. Вертоліт завдає удари та одразу відходить з можливої зони ураження засобами ППО.
Вертоліт, розроблений ОКБ Камова під керівництвом головного конструктора Сергія Вікторовича Міхєєва, прийнятий на озброєння в 1995.
Серійне виробництво припинено з січня 2009. З 2009 року виготовляється лише його оновлена двомісна модифікація — Ка-52.

## Історія створення

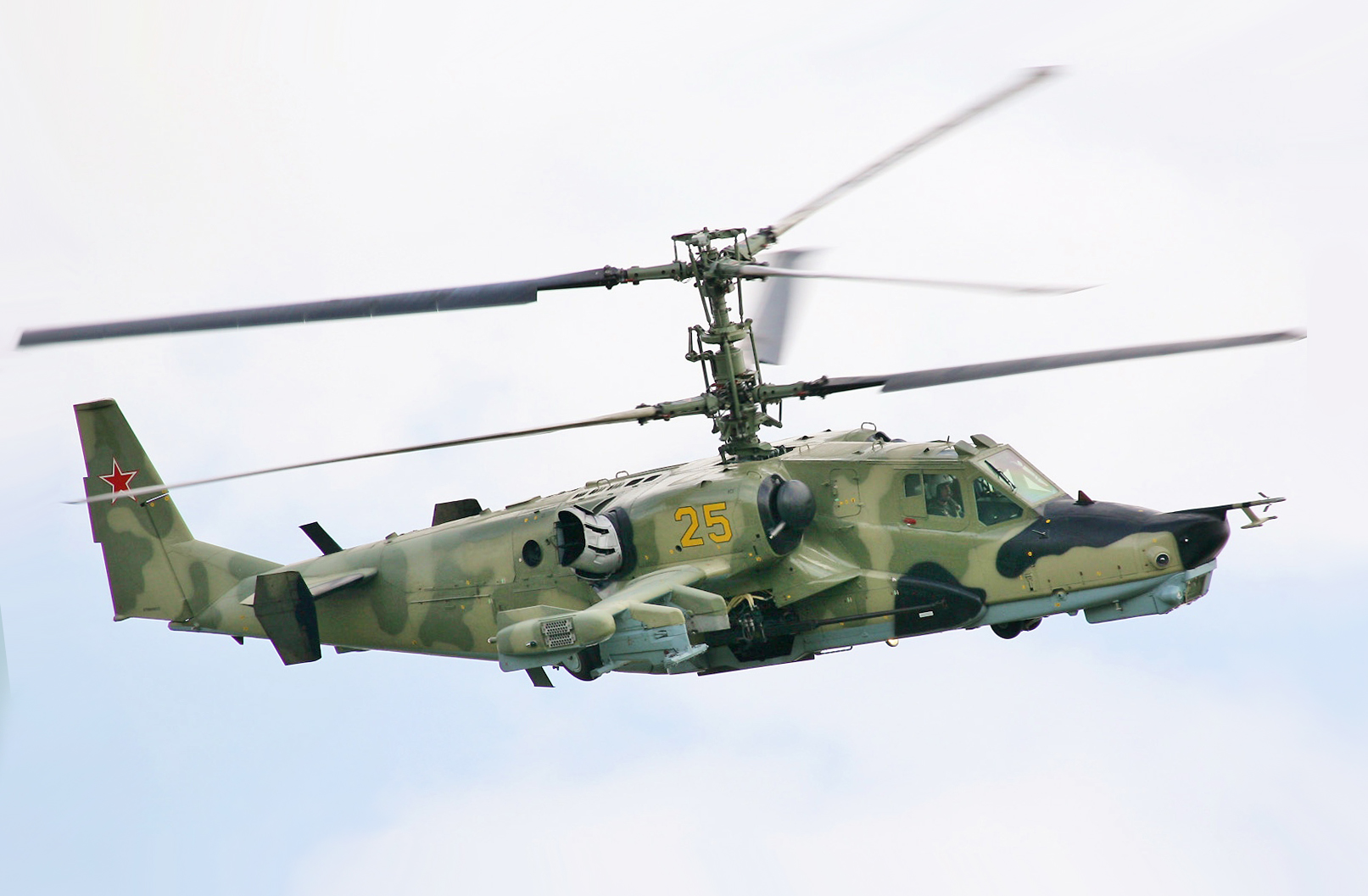

Постановою Ради Міністрів СРСР від 16 грудня 1976 було доручено почати розробку перспективного ударного гелікоптера, призначеного для знищення бронетехніки на полі бою. Потреба в розробці нової машини замість чинного у військах Мі-24 була викликана почасти недостатньою бойовою ефективністю останнього, а почасти розробкою та випробуванням в США нового ударного гелікоптера AH-64. Розробка вигляду нового ударного гелікоптера була доручена, на конкурсній основі, ОКБ Міля та ОКБ Камова (останнім часом «Фірма Камов»).
ОКБ Камова, що тривалий час створювало морські гелікоптери, вирішило не повторювати шлях заокеанських колег, а розробити принципово нову концепцію гелікоптера поля бою. Під керівництвом головного конструктора Міхєєва прототип бойового гелікоптера, названий В-80 (виріб 800), отримав традиційну для морських гелікоптерів ОКБ Камова, але вперше застосовану на сухопутних бойових машинах співвісну схему розташування тягових гвинтів. Вибір співвісної схеми визначився вищою тягооснащеністю машини, зумовленою відсутністю втрати потужності силової установки на привід рульового гвинта, що, у свою чергу, забезпечує високу швидкопідйомність та більшу статичну стелю. Менший діаметр основних гвинтів визначає меншу лінійну швидкість закінцівок лопатей, що, у свою чергу, зменшує хвильовий опір та дозволяє збільшити швидкість руху апарата в цілому. Скасування трансмісії рульового гвинта, з одного боку, зменшило вагу машини, з іншого ж боку, зникли механізми, пошкодження яких у бойових умовах позначилося б на живучості та ефективності гелікоптера.
Другою особливістю В-80 стало скорочення екіпажу до однієї людини. Відмова від оператора озброєнь стала можливою завдяки застосуванню нових розробок вітчизняного ВПК в області прицільно-навігаційних комплексів, що забезпечують значну автоматизацію операцій з пілотування літального апарата та застосування бортового озброєння. Одномісне компонування гелікоптера дозволило не лише скоротити вагу необхідної броні та зменшити габарити (а отже, й уразну площу машини), але і скоротити витрати на навчання персоналу в мирний час, а також зменшити людські втрати у воєнний.
Цікавим нововведенням, вперше застосованим у вертольотобудуванні, стало обладнання кабіни системою порятунку льотчика за допомогою катапультного крісла.
Після захисту ескізного проекту та макета в травні 1981 збудовано перший льотний екземпляр (бортовий номер 010), який здійснив під керуванням льотчика-випробувача Бездєтнова свій перший політ 17 червня 1982. Цю машину призначили для проведення льотних випробувань і вона не мала багатьох систем і штатних двигунів. Другий льотний екземпляр (бортовий номер 011), що піднявся в повітря 16 серпня 1983, був обладнаний усіма основними штатними пристроями, і призначався для відпрацювання озброєння та авіаційного обладнання.
У жовтні 1983 відбулася нарада за участю Міністерства оборони та представників авіаційної промисловості. Метою наради є порівняння та вибір між В-80 і Мі-28 (конкурсна пропозиція ОКБ Міля). Більшість учасників висловилися за вибір В-80 як машини, що має найкращі льотно-технічні характеристики та володіє найкращим співвідношенням ціна/якість. Проведені 1984 року порівняльні випробування, що включають в себе 27 випробувальних польотів, показали перевагу В-80 над Мі-28. На підставі проведених випробувань у жовтні 1984 був підписаний наказ міністра авіаційної промисловості про підготовку серійного виробництва камовської машини.
3 квітня 1985, під час досліджень граничних режимів польоту, внаслідок перевищення пілотом допустимого негативного перевантаження стався перехлест лопатей та вертоліт (бортовий номер 010) зазнав аварії. Пілот (льотчик-випробувач Герой Радянського Союзу Євген Іванович Ларюшин), намагаючись врятувати машину, загинув.
Для запобігання надалі подібних аварій було збільшено відстань між тяговими гвинтами та встановлена система, яка утрудняє управління при небезпечному зближенні лопатей.
Для продовження льотних випробувань у грудні 1985 випущено третій примірник В-80 (бортовий номер 012).
У вересні 1985 відбувся другий етап порівняльних випробувань В-80 і Мі-28, за результатами якого комісія Міністерства оборони видала остаточний висновок про вибір В-80 як серійного ударного гелікоптера.
У вересні 1991 машину показали на авіакосмічному салоні у Фарнборо під Лондоном.
З 1990 по 1993 В-80, який отримав нове позначення Ка-50, пройшов два етапи державних випробувань. А з листопада 1993 почалися військові випробування машини з метою відпрацювання тактики її бойового застосування. Після доведення серійної машини до належного технічного рівня, 28 серпня 1995 вертоліт Ка-50 указом Президента Російської Федерації прийнятий на озброєння. Однак, через фінансові обмеження, вдалося побудувати лише 10 серійних машин.
17 червня 1998, виконуючи політ в рамках програми підготовки до демонстраційних польотів, загинув пілот гелікоптера, Борис Воробйов. Як встановила комісія, що розслідувала катастрофу, причиною події стало пілотування гелікоптера за межами передбачених Довідником з льотної експлуатації обмежень (допускаються польоти з кутами крену до 70°, кутами тангажу до 60° і кутовими швидкостями по всіх осях до 60 град/с). У фатальному польоті на 30-й хвилині на висоті близько 50 м і швидкості менше 60 км/год в процесі інтенсивної зміни крену на 116 градусів та енергійного зниження з великим кутом пікірування сталося зіткнення лопатей тягових гвинтів та вертоліт зазнав аварії. Герой Росії, Борис Олексійович Воробйов, не встигнувши скористатися системою порятунку, загинув.
З 28 грудня 2000 по 14 лютого 2001 два гелікоптери Ка-50 в складі бойової ударної групи (БУГ) взяли участь у бойових діях на території Чеченської Республіки. Не зважаючи на поставлені високі оцінки, БУГ була розформована, а Міністерство оборони, з неназваних причин, віддало перевагу фінансуванню та закупівель модифікацій Мі-28, а для комплектації спеціальних армійських підрозділів передбачалося замовити не більше декількох десятків модифікацій Ка-50 (2006 рік). Станом на 2006 рік було випущено всього (включаючи випробувальні машини) 15 гелікоптерів. За словами гендиректора «ААК Прогрес» Юрія Денисенка, 2008 року на підприємстві були виготовлені три «Чорні акули», одну з яких передали до складу 344-го Центру бойового застосування та перенавчання льотного складу армійської авіації. «Останнім часом на підприємстві знаходяться два гелікоптери Ка-50, які вже завершили цикл льотних випробувань і 2009 року будуть передані Міноборони. Нових замовлень на постачання Ка-50 немає, і вироблятися тепер будуть лише Ка-52», — сказав він.
2005 року начальник російського Генерального штабу генерал армії Юрій Балуєвський заявив, що гелікоптери Ка-50 і Ка-52 необхідні для підрозділів спецназу. Хоча при цьому основним бойовим гелікоптером буде Мі-28Н «Нічний мисливець».

## Конструкція
Ка-50 — двомоторний одномісний вертоліт зі співвісним розташуванням тягових гвинтів. Вертоліт оснащений прямим крилом відносно великого подовження та розвиненим вертикальним та горизонтальним оперенням.

### Фюзеляж
Фюзеляж гелікоптера літакового типу, виконаний з широким застосуванням композитних матеріалів та алюмінієвих сплавів.
Композитні матеріали становлять до 30 % від загальної маси конструкції. Настільки широке застосування полімерних композитних матеріалів дозволило, порівнюючи з металевими аналогами, знизити масу окремих елементів конструкції на 20—30 %, підвищити надійність та живучість гелікоптера, збільшити ресурс роботи окремих агрегатів планера у 2—2,5 рази, знизити трудомісткість виготовлення складних елементів конструкції в 1,5—3 рази (внаслідок зменшення кількості деталей, скорочення циклу клепально-складальних робіт), знизити трудомісткість планових робіт у 2 рази.
Фюзеляж розділений технологічними роз'ємами на передню, задню та хвостову частини. Поздовжній силовий набір корпусу представлений лонжеронами та стрингерами, поперечний утворений шпангоутами. Зовнішні обводи корпусу, що являють собою тришарові композитні панелі з металевого каркаса та стільникового заповнювача, які кріпляться на силовий набір. Доступ до пристроїв та механізмів відбувається не через звичайні в авіації вузькі люки і горловини, а через широкі відкидні панелі.
У передній частині фюзеляжу розташовується кабіна пілота та носовий відсік з оглядово-пошуковою апаратурою та апаратурою наведення «Шквал-В», а також ніша переднього шасі. Герметична кабіна пілота добре броньована та забезпечує захист від бронебійних куль калібром до 12,7 мм і осколків снарядів калібром до 23 мм. Броня, утворена рознесеними сталевими та алюмінієвими листами загальною масою 350 кг, введена у силову конструкцію корпусу.
Скління кабіни виконано частково із прозорої броні (переднє та бічні вікна), а почасти з оргскла (верхнє вікно, а також вікна дверей та права стулка ліхтаря). Ліва і права стулки ліхтаря, обладнані піропатронами для аварійного скидання. Для аварійного покидання гелікоптера можна вручну відкрити праве та верхнє вікна.
Для огляду задньої півсфери, на машинах, починаючи з четвертого дослідного екземпляра (бортовий номер 014), передбачено дзеркало над верхнім вікном (на більш сучасних моделях встановлюються два окремих дзеркала).
У задній частині фюзеляжу розташовані два патронні ящики для гармати, паливні баки, електронна апаратура різного призначення, кронштейни для кріплення двигунів, головного та проміжних редукторів, гідросистема та елементи рульової системи, під двигунами встановлені крила гелікоптера. До нижньої частини фюзеляжу кріпляться основні стійки шасі, а з правого борту, в районі центру мас гелікоптера, змонтована гарматна установка. Всі системи та агрегати розташовані таким чином, щоб найменш важливі пристрої прикривали собою найбільш критичні.
Хвостова частина фюзеляжу виконана заодно з кілем. У ній розміщені блоки радіоелектронного устаткування.

### Крило
Крило розмахом 7,34 м пряме зі стріловидністю по задній кромці, забезпечує розвантаження тягових гвинтів при великих швидкостях польоту.
На крилах розташовані чотири пілони для підвіски озброєння загальною масою до 2000 кг або паливних баків. Для забезпечення автономності експлуатації гелікоптера та прискорення наземного обслуговування пілони обладнані ручними лебідками для самостійної підвіски вантажів масою до 500 кг. На кінцях крила розміщуються пускові установки теплових цілей-перешкод УВ-26.

### Оперення
Оперення включає стабілізатор, кіль, кермо напряму великої площі з аеродинамічною компенсацією і два бокові кілі.

### Шасі
Шасі гелікоптера триопорне, забирається у польоті. Передня опора з двома колесами 400 × 150 мм, самоорієнтовна з демпфером шіммі, прибирається в нішу в носовій частині фюзеляжу. Основні опори (колія 2600 мм), забезпечені гальмівними колесами 700 × 250 мм, притискаються до боку задньої частини фюзеляжу. База шасі 4910 мм.
Шасі обладнані демпферами коливань типу «земний резонанс», здатні безпечно ламатися при перевищенні меж перевантаження. У разі неможливості випустити шасі, вертоліт може здійснити аварійну посадку «на черево». В останньому випадку безпека пілота забезпечується зминанням стільникового наповнювача під кріслом, а крило великого подовження охороняє вертоліт від перекидання.

### Силова установка
Вертоліт обладнаний двома газотурбінними, турбовальними з вільною турбіною, двигунами ТВ3-117ВМА потужністю 2203 к. с. кожен.
Двигуни розташовані в двох мотогондолах та рознесені по боках фюзеляжу. Потужності обох двигунів синхронізовані. Кожний двигун має автономну масляну систему, що забезпечує змащування та відвід тепла від вальниць усіх опор, приводів та зубчастих передач двигунів. Конструкція силової установки забезпечує аварійну роботу двигунів протягом 30 хвилин після повної втрати масла в бойових умовах. Для запобігання потрапляння пилу двигуни обладнані пилозахисними пристроями відцентрового типу. В наявності також екранно-вихлопні пристрої, що знижують помітність гелікоптера в інфрачервоному спектрі. Для запуску двигунів на борту є допоміжна силова установка АІ-9.
Відсіки основних двигунів та двигуна допоміжної силової установки відокремлені від суміжних відсіків протипожежними перегородками.

### Трансмісія
Трансмісія гелікоптера складається з одного головного і двох проміжних редукторів, що забезпечують передачу потужності від силової установки зі зміною частотою обертання.
Для польоту на одному працюючому двигуні або в режимі авторотації в головному редукторі передбачені муфти вільного ходу, за допомогою яких один або обидва двигуни відключаються від головного редуктора.

### Тягова система
Тягова система гелікоптера складається з двох трилопатевих гвинтів діаметром 14,5 м розташованих співвісно.
Лопаті з'єднуються з валом за допомогою безшарнірних втулок та торсіонів. Управління орієнтацією лопатей здійснюється за допомогою верхнього та нижнього автоматів перекосу.
Верхній гвинт обертається за годинниковою стрілкою (вид зверху), нижній — проти.
Розроблені в ЦАГІ скловуглепластикові, прямокутні в плані (хорда 0,53 м) лопаті, складаються з пустотілого лонжерона змінної кривини, з'єднаного з хвостовою секцією, обшивка та торцеві нервюри якої виконані з оргаліту. Закінцівки лопатей стрілоподібні.
Лопаті зберігають працездатність при численних ураженнях снарядами калібру до 20 мм.
Вони обладнані піротехнічними пристроями для відстрілу при катапультуванні.

### Паливна система
Паливна система представлена двома основними, м'якими, фюзеляжними баками й може бути доповнена чотирма підвісними для перегоночних польотів.
Передній бак розташований позаду кабіни пілота, задній — перед хвостовою частиною.
З переднього бака паливо подається в лівий двигун, із заднього — в правий двигун та двигун допоміжної силової установки, обидва баки закільцьовані.
У разі відмови одного з двигунів, в другий подається паливо з обох баків, а при відмові помп підкачування в одному з баків в обидва двигуни надходить паливо з другого основного бака.
Основні баки в нижній частині та частково збоку захищені. Для запобігання вибуху та пожежі при ураженні всі баки заповнені стільниковим пінополіуретаном.

### Гідравлічна система
Гідравлічна система Ка-50 розділена на дві незалежні системи, які приводяться в дію двома помпами.
Перша система управляє рульовими приводами та здійснює аварійний випуск шасі, друга забезпечує наведення гармати, штатні випуск-прибирання шасі, подачу робочої рідини в гальмівні камери коліс основних опор і, в разі необхідності, дублює першу.
Гідропомпи обох систем працюють при обертанні гвинтів як на моторному режимі, так і на режимі авторотації, причому гідропомпа першої системи — ще й при включеній бортовій допоміжній силовій установці.

### Система управління
Система керування гелікоптером включає системи поздовжнього, поперечного, колійного управління та управління спільним кроком гвинтів.
У системі управління є пристрій, що збільшує навантаження на важелі управління при небезпечному зближенні лопатей тягових гвинтів. Тяги системи управління виконані з алюмінієвих труб.

### Електросистема
Електросистема гелікоптера включає в себе генератори змінного струму, випрямлячі та резервні акумуляторні батареї. Генератори виробляють трифазний змінний струм напругою 115 В і частотою 400 Гц. Генератори приводяться в обертання двигунами гелікоптера або турбоприводу від ДСУ.
Електронні пристрої забезпечуються постійним струмом напругою 27 В.
Потужність двох генераторів — 800 Вт, перетворювача — 500 Вт. Електропостачання гелікоптера може здійснюватися і від наземного джерела змінного струму 115 В/400 Гц.

### Протиобмерзна система
Лопаті тягових гвинтів, лобове скло, а також датчики кутів атаки та ковзання, годинник, візуальний покажчик обмерзання обігріваються електричною противообмерзною системою.
Повітрозабірники та пилозахисні пристрої обігріваються потоком теплого повітря, що відбирається за компресорами основних двигунів.
Крім того, лобове скло кабіни та захисне скло комплексу «Шквал-В» обладнані системами омивання та склоочисниками.
Наявність та товщина льоду визначається візуально, як вдень, так і вночі, за рисками покажчика, встановленого на панелі носового відсіку.

### Киснева система, система кондиціонування та вентиляції
Повітря, що відбирається від двигунів, використовується для вентиляції та підтримання надлишкового тиску в кабіні. Ця ж система підтримує необхідну температуру в кабіні та акумуляторному відсіку, а також обдуває вікна.
Для роботи на великих висотах до 6 км передбачено легкоз’ємне кисневе обладнання. У разі необхідності використовується льотний протигаз. Для охолодження апаратури використовується забортне повітря.

### Система порятунку екіпажу

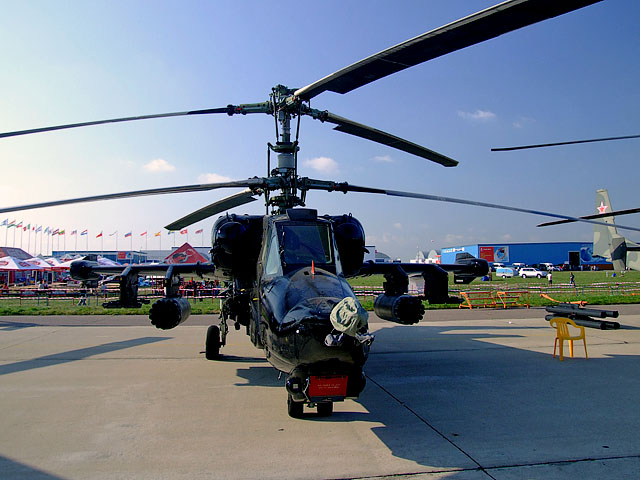
Ка-50 на МАКС-2007

Система порятунку екіпажу базується на ракетно-парашутній системі К-37-800 виробництва НВП «Зірка». При отриманні команди на катапультування, відбувається відстріл лопатей тягових гвинтів та відстріл верхньої частини ліхтаря кабіни. Після чого приводиться в дію реактивна система, яка за фал витягає спинку крісла з пристебнутим пілотом. Після вимкнення реактивного двигуна прив'язні ремені автоматично перерізаються і спинка крісла відділяється від пілота, витягаючи парашут. Дана система забезпечує порятунок екіпажу в діапазоні швидкостей від 0 до 400 км/год і висот від 0 до 4000 метрів.
Оскільки відстріляні лопаті можуть становити небезпеку для розташованої поблизу союзної техніки, а також, враховуючи збільшений бойовий потенціал гелікоптера, висловлюються пропозиції про зміну тактики бойового застосування ударних гелікоптерів.
Льотчик, крім катапультування, може покинути вертоліт за допомогою парашута.

### Система транспортування вантажів
Система призначена для розширення транспортних можливостей гелікоптера в умовах автономного базування. Вертоліт може перевозити до 3 т вантажів на зовнішній підвісці. Силова частина підвіски змонтована в ніші під середнім відсіком фюзеляжу праворуч від осі симетрії гелікоптера. В систему зовнішньої підвіски включений трос довжиною 20 м.

### Системи навігації, пілотування, наведення та управління озброєнням, зв'язку
Основу електронної системи гелікоптера становить прицільно-пілотажно-навігаційний комплекс «Рубікон» (К-041). Комплекс забезпечує визначення координат гелікоптера, його швидкості та курсу. В пам’ять комплексу закладається інформація про координати аеродромів, поворотних точок маршруту, цілей та орієнтирів.
Комплекс «Рубікон» здійснює автоматизований самоконтроль без застосування наземного устаткування та визначає відмови (аж до підсистеми, а в найважливіших системах — до блоку).
Основу комплексу становить цифрова обчислювальна система, що включає п'ять ЦОМ (цифрова обчислювальна машина): бойову, навігаційну, системи відображення інформації, системи зовнішнього цілевказування й одну систему управління зброєю.
Пілотажно-навігаційний комплекс «Радіан» забезпечує автоматизоване пілотування, повітряну навігацію при взаємодії з іншими системами комплексу. В пам’ять цифрової обчислювальної системи може бути введена інформація про координати двох аеродромів, шести проміжних пунктах маршруту, десяти оперативних цілей та чотирьох орієнтирів.
До складу комплексу входять:
- автопілот;
- інформаційний комплекс вертикалі та курсу, який визначає положення гелікоптера в просторі, напрям польоту, вимірює складові прискорення та обчислює по ним швидкість;
- інформаційний комплекс висотно-швидкісних параметрів;
- систему відображення положення гелікоптера на карті;
- доплерівський вимірювач швидкості й кута зносу, який являє собою радіолокаційну апаратуру;
- магнітний компас;
- радіовисотомір, який служить для вимірювання реальної висоти польоту над будь-якою поверхнею в діапазоні від 0 до 300 м.[4]

Для наведення керованого озброєння використовується прицільний комплекс «Шквал-В», який видає цілевказування ракетам за допомогою телевізійної апаратури та лазерного променя. Комплекс забезпечений системою стабілізації поля зору і пристроєм автоматичного супроводу цілі, що базується на принципі запам'ятовування візуального образу цілі.
Телевізійна апаратура комплексу має широке та вузьке поля зору, кути відхилення лінії візування: по азимуту ±35°, по куту місця від +15° до −80°. Комплекс також виконує функцію оглядово-пошукової системи. Після розпізнавання цілі і її захоплення супровід цілі здійснюється автоматично.
Нашоломна система цілевказівки «Огляд-800», фіксуючи повороти голови пілота, видає команди попереднього цілевказання комплексу «Шквал-В» та головкам самонаведення ракет «повітря-повітря». Цілевказівка здійснюється поворотом голови льотчика в межах ±60° по горизонталі і −20° … +45° по вертикалі.
Безпосереднім управлінням озброєнням займається система управління зброєю «СУО-800м», яка в тому числі й видає пілотові сигнали про готовність зброї.
Для відображення бойової, навігаційної та пілотажної інформації на ІЛС та БФІ використовується система «Ранет».
Вертоліт оснащений системами аварійної сигналізації (САС) контролю та попередження, які проводять постійне тестування пристроїв машини та видають сигнали в разі відмов. Для реєстрації польотних даних за останні три години застосовується система «Тестер УЗ».
Апаратура зв'язку включає УКХ радіостанції для зв'язку з наземними пунктами управління військами, аеродромами базування та іншими гелікоптерами. Вертоліт обладнаний системою та відповідачем для визначення державної належності «свій — чужий», а також системою, що передає координати й стан гелікоптера на базу.

## Система оборони
Система захисту гелікоптера включає апаратуру виявлення лазерного та радіолокаційного опромінення гелікоптера та автомат викиду дипольних відбивачів та хибних теплових цілей. На гелікоптері обладнані пасивна та активна системи пожежогасіння.

## Озброєння

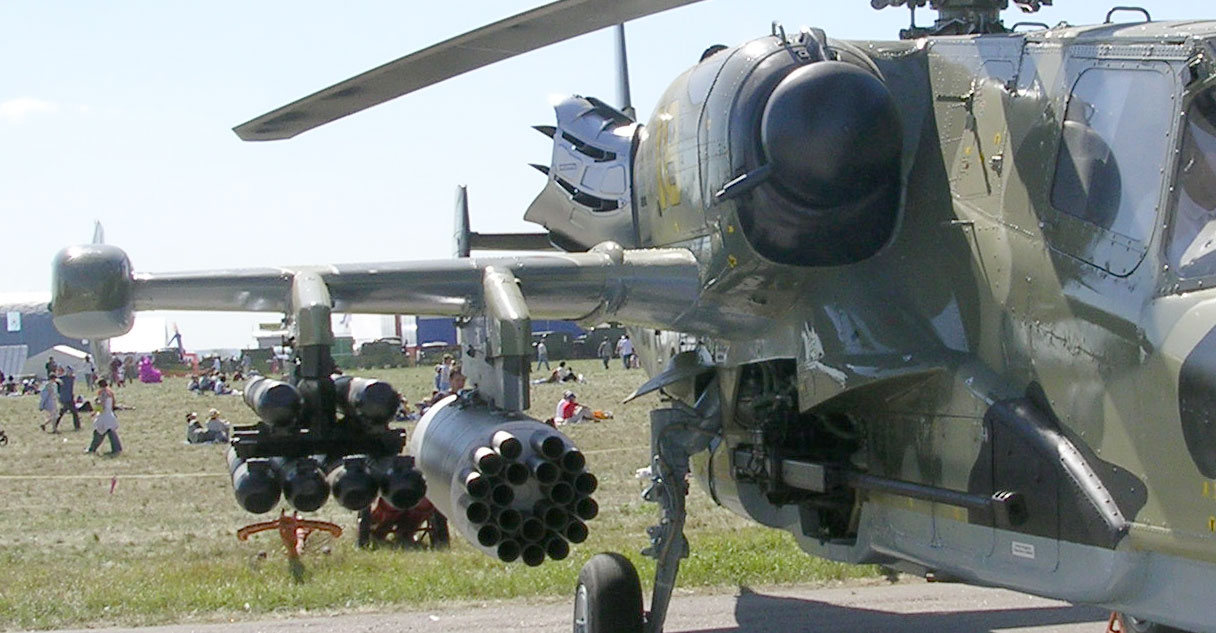
Типове озброєння Ка-50. Зліва направо: контейнер відстрілу теплових хибних цілей, 6 ракет «Вихрь», блок Б-8Б20А (з двадцятьма ракетами С-8 калібром 80 мм), 30-мм автоматична гармата 2А42. Макс-2005

Ка-50 здатен переносити та застосовувати широку номенклатуру різного озброєння (у тому числі і зарубіжні зразки) загальною масою до 2800 кг (2000 на пілонах).

### Гармата
Вертоліт оснащений незнімною одноствольною автоматичною гарматою 2А42 калібру 30 мм. Стрічки набоїв гармати селективні. Пілот має можливість вибору бронебійних або осколково-фугасних снарядів, а також темпу стрільби (550 або 350 пострілів за хвилину). Максимальний боєкомплект гармати, у двох патронних ящиках, становить 460 набоїв. Черги йдуть з автоматичною відсічкою по 20 або 10 пострілів. Для гарматної установки використовується гідропривід, який, на відміну від електричного, має більшу швидкодію та меншу питому вагу, а крім того, привід почасти демпфує коливання зброї при стрільбі і, в зв'язку з малим енергоспоживанням, не «садить» електричну мережу гелікоптера при роботі. Патронні ящики встановлені у фюзеляжі гелікоптера, що дозволяє вдвічі збільшити боєкомплект та відмовитися від гнучких рукавів живлення — постійної причини затримок у стрільбі. Витрата снарядів не призводить до зміни центрування гелікоптера. Рішення використовувати не стандартну авіаційну гармату ГШ-301, а важчу гармату, спочатку розроблену В. П. Грязєвим для БМП-2, було продиктовано прагненням забезпечити максимальну надійність стрільби, в умовах сильної запиленості та поганого охолодження (відсутність набігаючого потоку) на низьких швидкостях та висотах. Гармата розміщена в районі центру мас гелікоптера, що забезпечує точність наведення на ціль порядку 1—2 мрад (чотириразова у порівнянні з рухомою гарматою на AH-64A). При націлюванні за допомогою комплексу «Шквал-В» гармата здатна відхилятися на −2° … +9° по горизонталі і +3° … −37° по вертикалі. Зважаючи на високу стабільність статичного польоту, а також загальної рухливості гелікоптера, малі кути наведення не викликають утруднень при прицілюванні. За допомогою гармати можливе ураження цілей на дистанції в чотири кілометри, тобто без входу в зону ближньої ППО противника.
На внутрішні пілони крила можуть підвішуватися контейнери УПК-23-250 з гарматами ГШ-23Л калібром 23 мм і загальним боєзапасом 500 снарядів.

### Керовані ракети
Головним калібром гелікоптера є протитанкові керовані ракети «Вихрь» розробки Тульського КБ Приладобудування, розташовані по шість штук на двох рухливих пристроях УПП-800, здатні вражати сильно укріплені та броньовані цілі на дистанції 8000—10000 м. Для прицілювання по лазерному променю без зміни висоти польоту можливе відхилення установок на −12° по вертикалі.
Ідеологія комплексу озброєння, що для гармати, що для НАРів, що для «Вихрів» практично однакова, прицільні марки лише різні, які і є ознакою обраної зброї, а алгоритм дії льотчика однаковий, тому ніяких додаткових складнощів при пуску некерованих ракет льотчик не відчуває.
Можлива підвіска ракети Х-25МЛ на пусковому пристрої АПУ-68-УМ2.
Існує можливість використовувати ракету малого радіуса дії Р-73, підвішену на пусковому пристрої АПУ-62-1М.

### Некеровані ракети
Некероване ракетне озброєння представлено чотирма блоками Б-8В20А (двадцять ракет С-8 калібром 80 мм) або двома блоками Б-13Л5 (п'ять ракет С-13 калібром 122 мм). Можлива підвіска НАР С-24.

### Бомбове озброєння
Вертоліт здатен нести широку номенклатуру бомбового озброєння, як то: фугасні авіабомби ФАБ калібром від 100 до 500 кг, разові бомбові касети РБК-500, запальні баки ЗБ-500, контейнери малогабаритних боєприпасів КМГУ-2.

## Особливості аеродинаміки гелікоптера

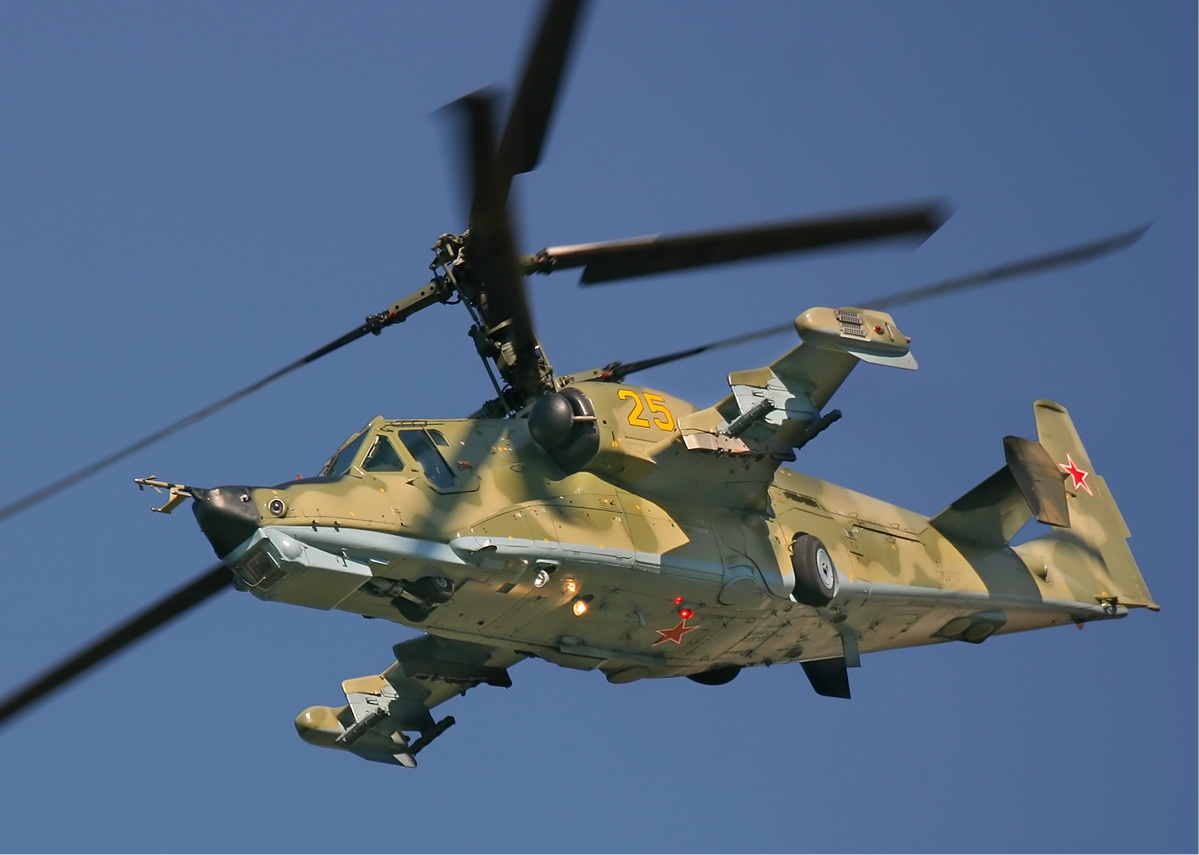
Ка-50 в польоті, МАКС 2005

Висока аеродинамічна якість фюзеляжу, а також співвісне розташування тягових гвинтів забезпечили Ка-50 льотно-технічні характеристики на рівні найкращих зразків російської та світової вертолітної промисловості, а за деякими показниками вертоліт не має аналогів.
Максимальна досягнута швидкість на гелікоптері Ка-50 склала 390 км/год, проте максимальна швидкість серійних машин обмежена на позначці 315 км/год. Крейсерська швидкість польоту становить 260 км/год. Вертоліт здатен пересуватися боком зі швидкістю 80 км/год і назад зі швидкістю 90 км/год. Використовуючи паливо внутрішніх баків, вертоліт долає відстань 520 км. В перегоночному польоті, з використанням чотирьох підвісних паливних баків, Ка-50 покриває відстань 1160 км. Статична стеля польоту обмежена відміткою в 4000 м, а динамічна — в 5500 м. Максимальна швидкопідйомність гелікоптера становить 28 м/с (максимально зафіксована 30 м/с).
Варто відзначити, що співвісний гвинт на режимі висіння на 13 % має більший ККД у порівнянні з одиночним гвинтом того ж діаметра. Якщо ж врахувати втрату на рульовий гвинт в традиційній схемі, то відносне збільшення ККД співвісного гвинта складе 20 %.
У режимі польоту співісна схема забезпечує найкращу стійкість, при цьому навіть на максимальній швидкості практично відсутні вібрації. До того ж на управлінні сприятливо позначається наявність керма, розташованого в хвості гелікоптера.
Вертоліт відрізняється невеликими габаритними розмірами, по-перше, завдяки відсутності довгого хвоста з рульовим гвинтом, по-друге, через невеликий діаметр тягових гвинтів, які практично не виходять за габарити гелікоптера.
Це сприятливо позначається на пілотуванні поблизу землі, оскільки зменшується ймовірність небезпечного зближення гвинтів Ка-50 з перешкодами.
Керівництво з льотної експлуатації обмежує максимально допустиме перевантаження 3,5 g, допустимий кут крену в ±70°, кут тангажу в ±60° і кутову швидкопідйомність по всіх осях в ±60 градусів/с. До дозволених демонстраційних маневрів максимально наближених до цих допусків належить коса петля, але навіть при такому маневрі виміряна мінімальна відстань між лопатями більш як 40 см.
Ка-50 здатен виконувати повну «мертву петлю» в 360°, проте цей маневр видається занадто небезпечним для частих демонстрацій, зважаючи на підвищену ймовірність перехлесту лопатей тягових гвинтів. При цьому коса петля для Ка-50 є штатним маневром демонстраційних польотів.
Одна з переваг співвісної схеми — можливість виконання ряду маневрів, мало доступних гелікоптерам з одним тяговим гвинтом. Наприклад, для Ка-50 доступний на великих швидкостях польоту елемент «воронка», коли вертоліт, підтримуючи негативний кут тангажу порядку 30° — 35° і зберігаючи орієнтацію на ціль, постійно маневрує навколо неї по азимуту, здійснюючи бічне ковзання зі швидкістю 100—180 км/год, а також елемент «плоский розворот», коли вертоліт на крейсерській швидкості змінює кут ковзання, продовжуючи політ боком. Симетричність співвісної схеми дає можливість злітати та сідати з обмежених майданчиків при будь-яких напрямках вітру та значно більших його швидкостях.
Відсутність перехресних зв'язків в управлінні забезпечує просте та інтуїтивне управління гелікоптером, що в свою чергу знижує навантаження на пілота.
Схлестування лопатей тягових гвинтів можливо лише при порушенні льотчиком допустимих обмежень та ймовірність цієї події не вище ймовірності зіткнення гвинта одногвинтового гелікоптера із хвостовою балкою з тієї ж причини.

## Бойове застосування
Бойова ударна група була створена в цілях дослідження бойового застосування нового вертолітного комплексу Ка-50 з новим озброєнням, його тактичного використання в бойових умовах та взаємодії з гелікоптером зовнішньої цілевказівки у вигляді Ка-29.
З 28 грудня 2000 по 14 лютого 2001 два гелікоптери Ка-50 (бортові номери 24 і 25) спільно з модифікованим гелікоптером цілевказівки Ка-29, у складі спеціально сформованої бойової ударної групи (БУГ), брали участь в бойових діях на території Чеченської республіки. Бортові номери гелікоптерів в цілях безпеки були зафарбовані. За 45 діб бойова експериментальна група виконала кілька десятків польотів. Бойові дії гелікоптерів Ка-50 кожний раз супроводжували: вертоліт Ка-29 зі штурманом наведення, а також два Мі-24 для прикриття.
В одному з вильотів 6 січня 2001 Ка-50 з бортовим № 25 вразив ціль з гранично малої висоти. Внаслідок закінцівка однієї з лопатей отримала ушкодження від осколків, що розлетілися. На аеродромі Ханкала пошкоджену ділянку було відрізано та вертоліт самостійно перелетів на аеродром базування. Після чого «борт 25» три тижні чекав з Торжка запасний комплект лопатей.
Одного разу, при ухиленні від вертикальної перешкоди (скелі) пілот гелікоптера з бортовим № 24 перевищив всі розрахункові характеристики вертикальної швидкості. Зафіксована приладами швидкопідйомність досягла 30 м/с.
Гелікоптери Ка-50 виконали 49 вильотів (№ 24—36, № 25—13), під час яких було виконано понад 100 стрільб з використанням некерованих авіаційних ракет (витрачено 929 ракет), 69 гарматних стрільб (витрачено близько 1600 патронів) і три пуски протитанкових керованих ракет «Вихрь». Всі намічені цілі були знищені у встановлені терміни.
Льотчики, що входили до складу БУГ в інтерв'ю програмі «Огляд» так відгукувалися про Ка-50:
На фоні бойового застосування у порівнянні з гелікоптером Мі-24, ну, скажемо так, на голову вище, на порядок краще себе зарекомендував цей вертоліт в плані навігації, в плані ефективності бойового застосування, тому за результатами цього відрядження ставлення до цього гелікоптера відмінне. Більш того, в плані аеродинаміки він перевершує значно всі гелікоптери нинішні, я маю на увазі ті, які знаходяться в армії.
В цілому результати застосування БУГ у складі двох Ка-50 і одного Ка-29 в умовах реальної бойової обстановки були визнані позитивними. Вертоліт підтвердив свої високі бойові якості. Важливо відзначити, що перевірка «Чорних акул» проходила в складних метеоумовах і в гірській місцевості.. Потужне бронювання кабіни та наявність системи порятунку сприятливо діють на психіку екіпажів, що в поєднанні з високою автоматизацією польоту істотно знижує нервово-психічне напруження пілота, збільшуючи продуктивність його дій. Природно, не обійшлося без зауважень. Одним із цих зауважень стала необхідність дообладнання Ка-50 тепловізійними оглядово-прицільними системами, які дозволили б здійснювати польоти вночі.

## Модифікації

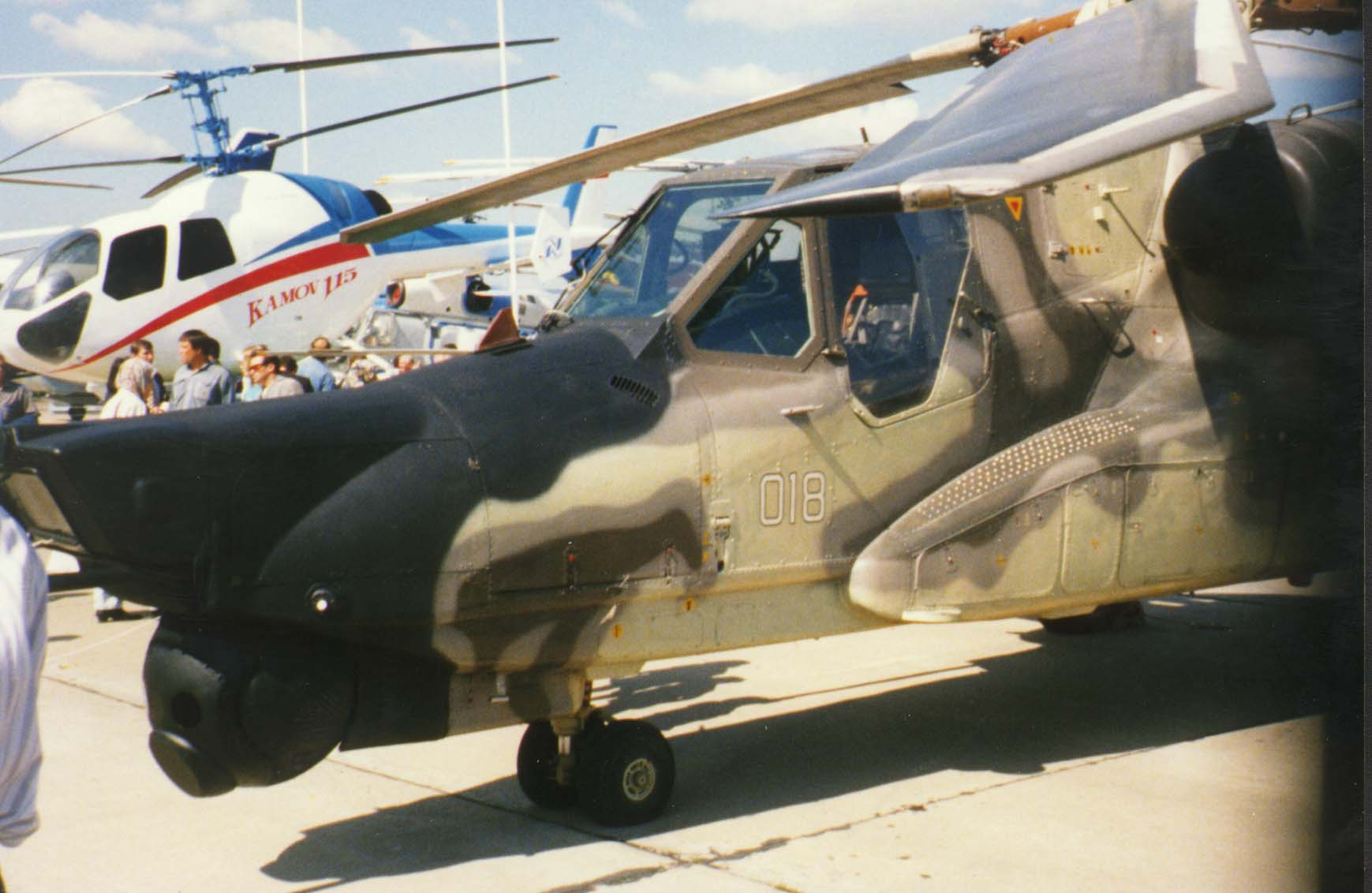
Ка-50Ш

### Ка-50
Серійна модифікація.

### Ка-50Ш
Ка-50Ш — нічна модифікація Ка-50 для цілодобового виконання бойових завдань. Створена на підставі постанови уряду №&nbsp1420-355 від 1987. Перший політ здійснила 4 березня 1997. Від стандартної модифікації відрізняється перекомпонованою носовою частиною, в якій поряд з денним розташований і нічний тепловізійний канал прицільно-пілотажно-навігаційного комплексу «Рубікон-Н». У надвтулочному обтічнику розташована РЛС. Додана апаратура супутникової навігації, замінені деякі вузли електронної та оптичної апаратури. Перекомпоновані та додані прилади і пристрої в кабіні пілота.

### Ка-50Н
Ка-50Н — Ка-50, переобладнаний в нічну модифікацію. Від стандартної відрізняється змонтованою в підфюзеляжній носовій частині тепловізійною прицільною системою «Самшит-50Т».

### Ка-52 «Алігатор»
Модифікований двомісний нічний варіант Ка-50.

### Ка-50-2 «Erdogan»
У 1997 році Israel Aerospace Industries (IAI) у співпраці з бюро Камова представили Ка-50-2 «Ердоган». Створено для участі в тендері, оголошеному Туреччиною 1997 року для укладення контракту на 4 мільярди доларів на 145 (згодом змінено на 50) бойових вертольотів.
Ка-50-2 — це варіант Ка-50 з тандемною кабіною екіпажу. Він мав сучасну, ізраїльського виробництва авіоніку з «скляною кабіною» та 30-мм гармату, змонтовану на турелі, яка складалася для забезпечення посадки, замість фіксованої гармати на Ка-50. Вертоліт оснащений перевіреною в боях авіонікою та сучасними протитанковими керованими ракетами, що забезпечує високу бойову ефективність. Він обладнаний гнучкою модульною авіонікою від IAI, яку можна легко адаптувати до оперативних вимог турецьких повітряних сил і яка забезпечує потенціал для розвитку.
IAI та Камов провели випробувальні польоти цього варіанту з основною авіонікою IAI. Ці польоти продемонстрували «скляну кабіну» вертольота з багатофункціональними дисплеями та блоком управління та відображення, керованим централізованими бортовими комп'ютерами. Також було протестовано навігаційні системи та роботу цільової системи HMOSP (Helicopter Multi-Mission Optronic Stabilized Payload). Демонстраційні польоти включали показ здатності до нічних місій з використанням приладів нічного бачення та системи цілевказування для роботи вдень і вночі.
Спочатку Туреччина обрала покращену версію Bell AH-1 SuperCobra замість «Ердогана», Eurocopter Tiger, AH-64 Apache, Denel Rooivalk та A129 Mangusta. Але у підсумку контракт у 2007 році був укладений з A129.

## На озброєнні
- ВПС Росії — 11 (всі машини в складі 344-го ЦПП і ПЛС АА)[17]. Станом на 2011 рік придатними до польотів є 6 машин, решта списані або використовуються як навчальні[18].

## Деякі факти
- В 1993 на екрани вийшов російський фільм «Чорна акула», в якому Ка-50 (борт 25, спочатку 015) виступав у головній ролі. Саме цей фільм послужив тому, що за Ка-50 закріпилося прізвисько «Чорна акула». Машина, яка знялася в цьому фільмі, згодом працювала в складі бойової ударної групи в Чечні.
- Друге неофіційне прізвисько Ка-50 — «Вервольф» (нім. Werwolf) — походить від «Werewolf» — кодового позначення НАТО для першої серійної машини[19]. Однак це не може відповідати дійсності, оскільки назви всіх гелікоптерів у цій класифікації починаються з літери «H», тобто «Helicopter». Це підтверджується тим, що останній зареєстрований вертоліт має позначення «Hokum» (рос. Обман).
- Оскільки випробування Ка-50 проводились в Підмосков'ї, для збереження режиму секретності вертоліт носив «цивільну» розмальовку, а на бортах були приклеєні імітатори ілюмінаторів. Під час одного з польотів плівка-«ілюмінатор» відклеїлась та потрапила в двигун, чим створила аварійну ситуацію. Після цього «вікон» більше не приклеювали.
- Під час одного з випробувань з бойової живучості проводився відстріл хвостового оперення, що, однак, не позначилося на можливості машини продовжити політ та здійснити безпечну посадку.
- За мотивами Ка-50 випущені комп'ютерні ігри «Ka 52: Team alligator», «Enemy Engaged: RAH-66 Comanche vs Ka-52 Hokum», «DCS Black Shark», «Ka-50 Hokum, Werewolf» від компанії «Novalogic». Літальний прототип V-80 присутній в іграх «Operation Flashpoint» і ARMA.
- Ка-50 було використано як боса в шутері «Warface».
- Ка-50 є військовим гелікоптером в російській грі Далекобійники 2. При будь-яких спробах гравця сховатися від переслідування органами поліції вертоліт, що дислокується на перехрестях, відкриває вогонь по автомобілю гравця.
- 2012 року в кліпі українського співака Едуарда Романюти на пісню «Invincible» були «залучені» гелікоптери Ка-50[20].
- На 2007 рік жодна країна, крім Росії, не застосовувала в загальновійськових боях співісні гвинтокрилі машини.[21]
- Ка-50 був намальований в аніме «Speed Grapher».
- Ка-50 також є на «ZX Spectrum» у грі «Tomahawk» як противники.
- Ка-50 присутній як унікальне озброєння СРСР в грі «Wargame: Airland Battle».

## Тактико-технічні характеристики
Джерела: сайти виробника, Federation of American Scientists

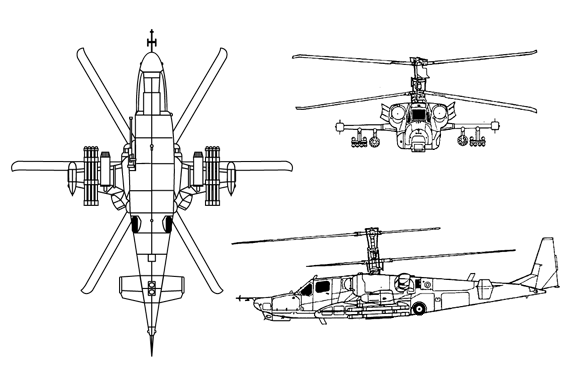
Три проєкції Ка-50

### Технічні характеристики
- Довжина фюзеляжу: 14,21 м
- Висота: 4,93 м
- Діаметр тягових гвинтів: 14,50 м
- Довжина з оберт. гвинтами: 15,96 м
- Розмах крила: 7,44 м
- Маса:
  - порожнього: 7 700 кг
  - нормальна злітна маса: 9 800 кг
  - максимальна злітна маса: 10 800 кг
  - маса корисного навантаження: 2 800 кг
  - маса палива:
    - внутрішній запас: 1 487 кг
    - в ППБ: 1 732 кг
- Силова установка:
  - Тип двигуна: турбовальний
  - Модель: «ТВ3-117ВМА»
  - Потужність:
    - у надзвичайному режимі: 2700 к.с.
    - у злітному режимі: 2400 к.с.
    - у крейсерському режимі: 1750 к.с.

### Льотні характеристики
- Швидкість:
  - крейсерська: 265 км/год
  - максимальна: 310 км/год
  - максимально допустима в пологому пікіруванні: 390 км/год
  - максимально досягнута в пікіруванні (випробування): 460 км/год
- Дальність польоту:
  - без ППБ: 520 км
  - з ППБ: 1160 км
- Допустимий кут крену: ±70°
- Допустимий кут тангажу: ±60°
- Максимальне експлуатаційне перевантаження: 3 G

### Озброєння
- Вбудоване стрілецько-гарматне: 1 × 30-мм 2А42, боєзапас 460 снарядів (селективне боєпостачання, змінний темп стрільби)
- Точок підвіски: 4
- Маса підвіски: 2 000 кг
- Підвісне стрілецько-гарматне: 2 × 23-мм гармати УПК-23-250 в підвісних контейнерах, боєзапас 2 × 500 снарядів
- Некероване ракетне:
  - С-13 — 2 × 5 шт.
  - С-8 — 4 × 20 шт.
  - С-24
- Кероване ракетне:
  - ПТРК «Вихрь» — 2 × 6 шт.
  - Х-25МЛ
- «Повітря-повітря»:
  - Ігла-В — 2 × 2 шт. (розміщаються не на пілонах)
  - Р-73
- Бомбове:
  - ФАБ-100-500
  - КМГУ-2
  - ЗБ-500
  - РБК-250 та 500

## Катастрофи
- 3 квітня 1985 на дослідній машині В-80 розбився відомий льотчик-випробувач Герой Радянського Союзу Євген Ларюшин.
- 17 червня 1998 в Торжку на гелікоптері Ка-50 розбився начальник Центру бойової підготовки армійської авіації Герой Росії генерал-майор Борис Воробйов.

## Критика
Деякі генерали давали наступну оцінку дій Бойовій Ударній Групі гелікоптерів Ка-50 на північному Кавказі:
Навіть при тому, що Ка-50 — вертоліт наступного покоління, він, думаю, програє Мі-24 у багатьох відношеннях, і вже точно — по живучості. Реальні можливості бойового гелікоптера, звичайно, можна оцінити лише в реальному бою. Але неважко припустити, що пошкодження лопатей гелікоптера з подвійним гвинтом внаслідок вогневого впливу може призвести до їх удару — так званого зхльостування, а значить, до катастрофи. Та й складна електроніка «Чорної акули» через її компоновку ззовні фюзеляжу, боюся, може бути виведена з ладу однією кулею. Навігаційне обладнання Ка-50 вимагає порядку 8 хвилин на підготовку до польоту. У оснащеного простішою, яка миттєво запускається, системою Мі-24 подібної проблеми немає.— Сахабутдінов Риф Раісовіч — Герой Росії генерал-майор, начальник авіації, заступник командувача армією ВПС з авіації. З жовтня 1999 по травень 2000-го — начальник авіації Західного угруповання військ в Чечні, потім по травень 2002-го — начальник авіації ОГВ.
Хіба може бути бойовий вертоліт двоповерховим? Сира, не доведена до розуму автоматика, яка часто відмовляє. Плюс значний час на підготовку до польоту. Словом, Ка-50, вважаю, бойовим бути не може. Можливо, він хороший, як вертоліт для показових польотів на полігонах, але ніяк не для бойових дій.— Генерал-майор Козак Петро Миколайович — з 1991 по 2003 р. начальник авіації Московського військового округу. Льотчик-снайпер, заслужений військовий льотчик, який має на рахунку понад 400 бойових вильотів на Мі-24 у Чечні та Афганістані.